# ロン・カーター
ロン・カーター（Ron Carter、1937年5月4日 - ）は、アメリカ合衆国出身の黒人ジャズ・ベース奏者、作曲家、元ニューヨーク市立大学シティカレッジ教授である。
長身であり、身長は193cm（6フィート3インチ）。

## 略歴

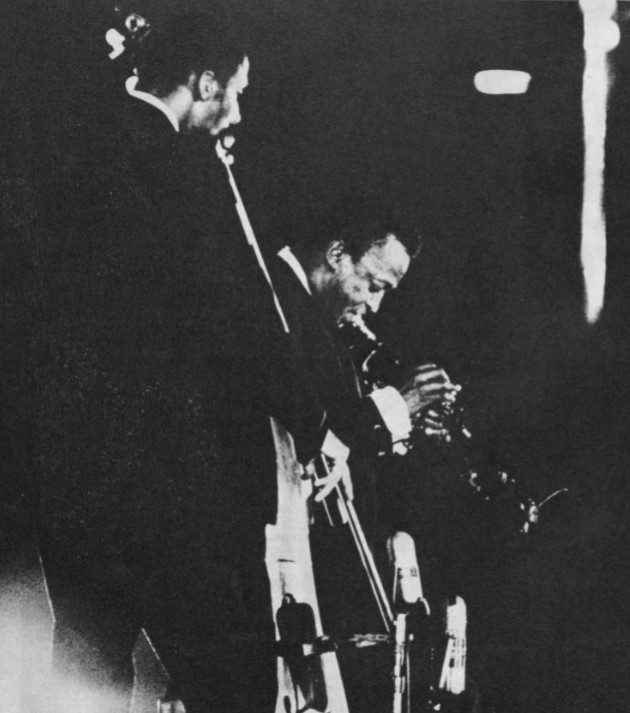
マイルス・デイヴィスは1964年7月に初来日した。写真はカーターとデイヴィス。

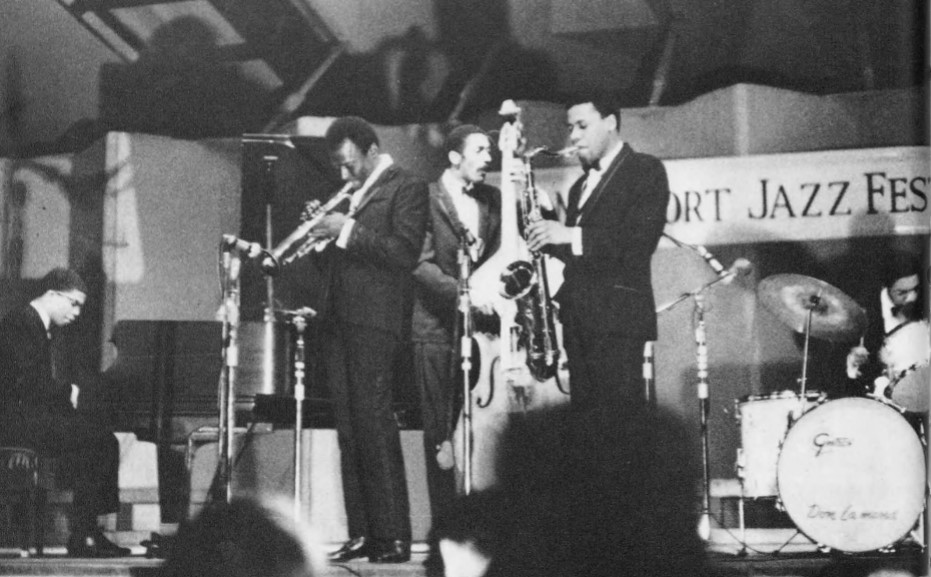
左からハービー・ハンコック、マイルス・デイヴィス、ロン・カーター、ウェイン・ショーター、トニー・ウィリアムス。1967年7月2日、ニューポート・ジャズ・フェスティバルにて。

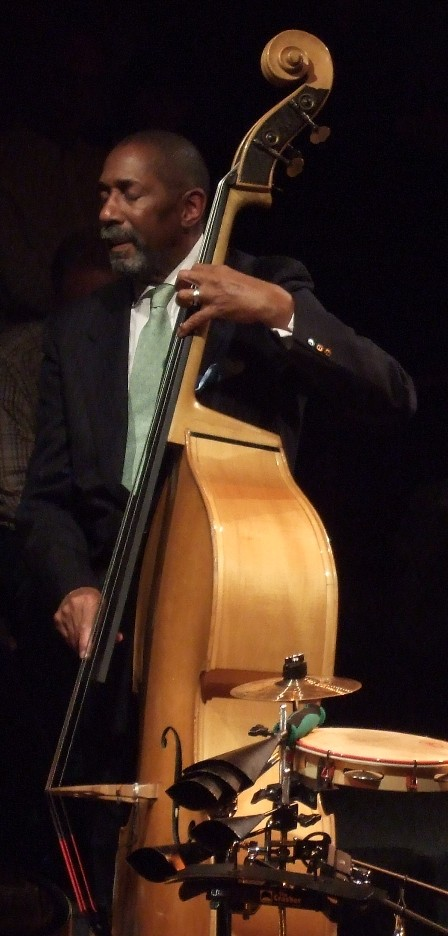
ロン・カーター（2008年）

1937年、アメリカ合衆国ミシガン州生まれ。1959年、イーストマン音楽学校卒。1961年、マンハッタン音楽学校修士課程修了。2004年、バークリー音楽大学より名誉博士号を授与される。ニューヨーク市マンハッタン区ハーレムにあるニューヨーク市立大学シティカレッジ音楽学部にて、20年以上教壇に立つ。
バッハなどに傾倒し、初めはチェロを習い、後にコントラバスへと転向した。ロン・カーターは、弓を使用したベース演奏もできたため、クラシックのコントラバス奏者を目指して1日8時間に及ぶ猛練習をするも、人種差別の壁があり白人オーケストラへの入団は拒否された。一方でジャズ・ベーシストとしての活動を開始し、1959年にチコ・ハミルトンのグループでプロ・デビュー。また、ポール・チェンバースやレイ・ブラウン、サム・ジョーンズなどの名ベーシストとの交流の中で自己を確立し、キャノンボール・アダレイ、ボビー・ティモンズなどのグループに参加。その柔軟で奔放なプレー・スタイルが、モード・ジャズの表現を模索していたマイルス・デイヴィスの目にとまり、ポール・チェンバースに代わるベーシストとして抜擢される。他のメンバーが繰り出すサウンドに、絶妙な相性を見せたカーターは、1960年代のマイルス・ミュージックの屋台骨を支える役割を果たした。
ジャズ界の趨勢がモード・ジャズから、エレクトリック・ジャズ/ジャズ・ロックに移行しつつあった1960年代末、マイルスのグループを離れ、以降、主に著名ミュージシャンのセッションのサイドマンとして無数のレコーディングに参加。1970年代には、1976年からのハービー・ハンコック、フレディ・ハバード、トニー・ウィリアムスらによるV.S.O.P.クインテットや、ハンク・ジョーンズによるグレイト・ジャズ・トリオなどのバンドにも名を連ねている。
一方で、ピッコロ・ベースという新楽器を開発し、ソロ楽器としてのベースの可能性を追求した。ピッコロ・ベースはコントラバスより小さくチェロより大きい楽器で、コントラバスの4本の弦のうちE弦（最低音の弦）を廃して、最高音であるG弦の上にさらに4度上のC弦を配したものであり、チェロ同様に椅子に座って演奏する。
以降、ベース、ピッコロ・ベースを持ち替えて多くのセッションをこなす。ピッコロ・ベースにおいては自己の9人編成コンボであるロン・カーター・ノネットの結成、そしてベースでもグレイト・ジャズ・トリオをはじめとするレギュラー・グループや、トミー・フラナガン、ローランド・ハナ、シダー・ウォルトン、ゴンサロ・ルバルカバ、ハンク・ジョーンズ、ジム・ホール、ハービー・ハンコック、ヒューバート・ロウズといった名手と競演を重ねる。また、アントニオ・カルロス・ジョビンのセッションにも参加したことから、ボサノヴァ音楽への傾倒と理解も厚い。
ロン・カーターのベースは、個性的な音色と音の運びに特徴がある。ややチューニングの不安定さがあるが、ロンの技巧ぶりがそれをカバーしている。音色については、時には彼だと判別可能な場合もあるが、これは、ラベラ社製のブラックナイロン弦とバーカス・ベリー社のピックアップを使っている時代に印象づけられたものである。
マイルス・コンボ参加前の1960年代初期には、ジャッキー・バイアードのバックを勤めていた。日本でも人気のあるジャズ・ベーシストであり、来日回数も極めて多い。日本人ジャズメンとの競演も多く、また、アメリカ人のみによるセッションでも、日本のレコード会社の企画で製作されることも多い。こういった、日本人による彼の芸術への理解度の高さもあってか、本人も親日家である。
2021年秋の叙勲にて、音楽文化発展の功により日本国政府より旭日小綬章が授けられることが決定した。

## ディスコグラフィ

### リーダー・アルバム
- 『ホエア?』 - Where? (1961年、New Jazz)
- 『アップタウン・カンヴァセイション』 - Uptown Conversation (1969年、Embryo)
- 『アローン・トゥゲザー』 - Alone Together (1972年、Milestone) ※with ジム・ホール
- 『ブルース・ファーム』 - Blues Farm (1973年、CTI)
- 『オール・ブルース』 - All Blues (1973年、CTI)
- 『スパニッシュ・ブルー』 - Spanish Blue (1974年、CTI)
- 『エニシング・ゴーズ』 - Anything Goes (1975年、Kudu)
- 『イエロー&グリーン』 - Yellow & Green (1976年、CTI)
- 『パステルズ』 - Pastels (1976年、Milestone)
- 『ピッコロ』 - Piccolo (1977年、Milestone)
- 『サード・プレイン』 - Third Plane (1977年、Milestone)
- 『ペッグ・レッグ』 - Peg Leg (1978年、Milestone)
- 『ア・ソング・フォー・ユー』 - A Song for You (1978年、Milestone)
- 『1+3』 - 1 + 3 (1978年、JVC)
- 『パレード』 - Parade (1979年、Milestone)
- 『ニューヨーク・スリック』 - New York Slick (1979年、Milestone)
- 『ピック・エム』 - Pick 'Em (1980年、Milestone) ※1978年録音
- 『パトロン』 - Patrão (1980年、Milestone)
- 『スター・ウォーズ 帝国の逆襲』 - Empire Jazz (1980年、RSO)
- 『スーパー・ストリングス』 - Super Strings (1981年、Milestone)
- 『ハート・アンド・ソウル』 - Heart & Soul (1981年、Timeless) ※with シダー・ウォルトン
- 『パルフェ』 - Parfait (1982年、Milestone) ※1980年録音
- 『エチューズ』 - Etudes (1982年、Elektra/Musician)
- 『カルナヴァル』 - Carnaval (1983年、Galaxy) ※1978年録音 with ハンク・ジョーンズ、渡辺貞夫、トニー・ウィリアムス
- 『ライヴ・アット・ヴィレッジ・ウエスト』 - Live at Village West (1984年、Concord Jazz) ※1982年録音 with ジム・ホール
- 『テレフォン』 - Telephone (1984年、Concord Jazz) ※with ジム・ホール
- 『ザ・マン・ウィズ・ザ・ベース』 - The Man With The Bass (1985年、Milestone)
- 『パズル』 - The Puzzle (1986年、SMS)
- 『ロン・カーター・プレイズ・バッハ』 - Plays Bach (1987年、Philips)
- 『ヴェリー・ウェル』 - Very Well (1987年、Polydor)
- 『プレゼンツ・ダド・モロニ』 - Ron Carter Presents Dado Moroni (1987年、EmArcy)
- 『オール・アローン』 - All Alone (1988年、EmArcy)
- 『アイム・ウォーキン』 - I'm Walkin' (1988年、EmArcy) ※with 金子晴美
- 『マンハッタン・アフター・アワーズ』 - Duets (1989年、EmArcy) ※with ヘレン・メリル
- Something in Common (1990年、Muse) ※with ヒューストン・パーソン
- Now's the Time (1990年、Muse) ※with ヒューストン・パーソン
- 『バードロジー』 - Birdology - Live At The TBB Jazz Festival (1989年、Verve)
- 『エイト・プラス』 - Eight Plus (1990年、Victor)
- Panamanhattan (1991年、Dreyfus Jazz) ※with リシャール・ガリアーノ
- 『G線上のアリア〜ロン・カーター・ミーツ・バッハ』 - Ron Carter Meets Bach (1992年、Blue Note)
- 『フレンズ〜永遠(とわ)の愛』 - Friends (1993年、Blue Note)
- 『ジャズ、マイ・ロマンス』 - Jazz, My Romance (1994年、Blue Note)
- 『ミスター・ボウタイ』 - Mr. Bow-tie (1995年、Blue Note)
- 『ブランデンブルグ協奏曲』 - Brandenburg Concerto (1996年、Blue Note)
- 『ベース・アンド・アイ』 - The Bass and I (1997年、Somethin' Else)
- 『ソー・ホワット?』 - So What? (1998年、Somethin' Else)
- 『ロマンティック〜ロン・カーター・ミーツ・クラシック』 - Romantic - Ron Carter Meets Classic (1998年、Somethin' Else)
- 『オルフェ』 - Orfeu (1999年、Somethin' Else)
- 『ホエン・スカイズ・アー・グレイ』 - When Skies Are Grey... (2000年、Somethin' Else)
- Dialogues (2000年、HighNote) ※with ヒューストン・パーソン
- 『ホリデイ・イン・リオ』 - Holiday In Rio (2001年、Somethin' Else)
- 『スターダスト』 - Stardust (2001年、Somethin' Else)
- 『4 ジェネレーション・オブ・マイルス』 - 4 Generations Of Miles (2002年、Chesky) ※with ジョージ・コールマン、マイク・スターン、ジミー・コブ
- 『ゴールデン・ストライカー』 - The Golden Striker (2002年、Somethin' Else)
- 『イン・ニューヨーク』 - In New York (2004年、JXP) ※with ジョエール・シャヴィエール
- 『トゥー・フォー・ザ・ミューズ』 - Two For The Muse (2006年、M&I) ※with 笹島明夫
- 『ディア・マイルス』 - Dear Miles (2006年、Somethin' Else)
- 『イッツ・ザ・タイム』 - It's The Time (2007年、Somethin' Else)
- Just Between Friends (2008年、HighNote) ※2005年録音 with ヒューストン・パーソン
- 『ジャズ&ボッサ』 - Jazz & Bossa (2008年、Blue Note)
- 『ロン・カーターの世界』 - The World Of Ron Carter (2009年、Somethin' Else)
- 『ロン・カーター・グレイト・ビッグ・バンド』 - Ron Carter's Great Big Band (2011年、Sunnyside)
- 『コットンクラブでカクテルを』 - Cocktails At The Cotton Club (2013年、Somethin' Else)
- 『ジム・ホールの想い出』 - In Memory Of Jim (2014年、Somethin' Else)
- Chemistry (2016年、HighNote) ※1982年録音 with ヒューストン・パーソン
- Brasil L.I.K.E. (2016年、Summit) ※with ヴィトーリア・マルドナード
- An Evening with Ron Carter and Richard Galliano (2017年、In+Out) ※with リシャール・ガリアーノ
- Remember Love (2018年、HighNote) ※with ヒューストン・パーソン

## フィルモグラフィ
- 『ダブル・ベース〜ロン・カーター・ライヴ』 - Ron Carter Live / Double Bass (1986年、VAJ)
- 『ハリケーン!』 - Herbie Hancock Trio: Hurricane! (2002年) ※with ハービー・ハンコック、ビリー・コブハム[13]
- 『ライブ・アット・スウィート・ベイジル』 - Ron Carter & Art Farmer: Live at Sweet Basil (2003年) ※with アート・ファーマー、シダー・ウォルトン、ビリー・ヒギンス[14]
- 『マイルス・デイヴィス クールの誕生』 - Miles Davis: Birth of the Cool (2019年) ※with マイルス・デイヴィス
- Ron Carter: Finding the Right Notes (2022年)[15]

## テレビ出演
- 『夜のヒットスタジオDELUXE』 第925-73回 (フジテレビ) 1986年8月27日 ※スタジオ生出演
- 『地球テレビ エル・ムンド』 (NHK BS1)：2011年6月15日23:00-23:50放送
- 『トレメ/ニューオーリンズのキセキ』 (HBO/U-NEXT): 2010-2011年、自身役で出演